# Palaeochrysophanus amurensis
Palaeochrysophanus amurensis är en fjärilsart som beskrevs av Otto Staudinger 1892. Palaeochrysophanus amurensis ingår i släktet Palaeochrysophanus och familjen juvelvingar. Inga underarter finns listade i Catalogue of Life.